# Font de la Vila de Torà
La Font de la Vila de Torà és un edifici de Torà, a la comarca de la Solsonès. És un monument protegit i inventariat dins el Patrimoni Arquitectònic Català

## Descripció
Aquesta font és una de les construccions més emblemàtiques de Torà, fins al punt que es troba dins una placeta tancada que pren el seu nom. La seva morfologia és molt curiosa i presenta diferents elements. Trobem un porxo que constitueix el petit recinte de la font.

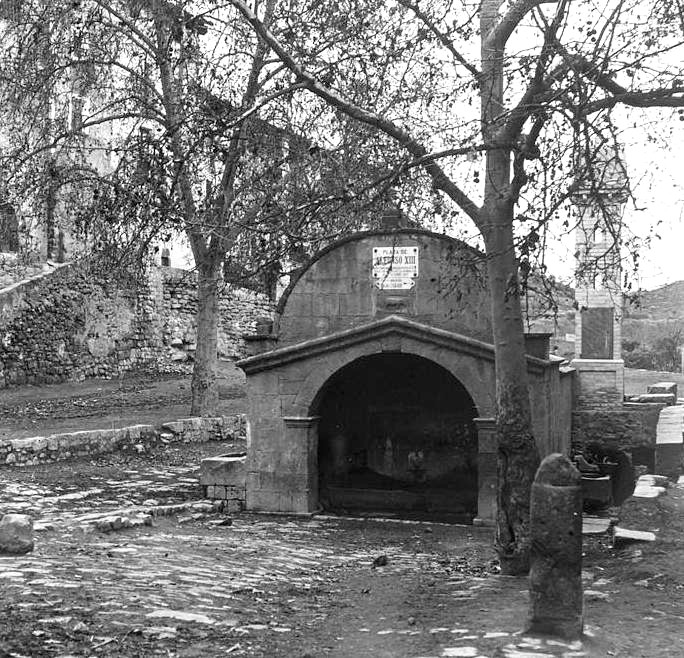
La Font l'any 1913

 La façana d'aquest porxo és d'arc de mig punt i cornisa a dues aigües, tot i que presenta un cos semicircular a sobre. Dins aquest porxo de pedra s'hi pot veure dos brolladors i una gran pica d'aigua. En aquest porxo trobem una placa que ens diu "EL 12 OCTUBRE DE 1907 L'AIGUA ARRIBA AQUÍ" i sota d'aquests un relleu escultòric on apareix la imatge del toro, un dels símbols de Torà. Una altra inscripció diu "EL DIA 13 DE JUNY DE 1866, EL RIU PERVINGUÉ FINS AQUÍ". L'edifici central d'aquesta font està constituït per aquest porxo amb coberta a dues aigües esgraonada, al voltant del qual es distribueixen la resta d'elements. Al mur sud hi ha adossada una pica dividida en tres compartiments que servien per netejar verdures, i al costat d'aquestes s'aixeca un pilaret quadrangular que data del 1911 amb tres obertures a cada cara al llarg del fust i una teulada a dues aigües a cada cara. A la façana nord trobem uns abeuradors que es comuniquen entre sis i dos brolladors de bronze amb la decoració de caps d'animals. Aquestes piques van a desembocar a un safareig rectangular per rentar roba.

## Notícies històriques
Hi ha diferents hipòtesis sobre l'origen del topònim Torà i el seu escut. Podria ser d'influència àrab, derivat d'or i aigua, molt abundant a la zona i que convertiria la vall en un llac. Els habitants de la vila diuen que el nom deriva del mot toro, animal que estaria representat en un escut al portal que donava accés al castell, on també hi hauria un card, símbol de la família Cardona i que hauria evolucionat esdevenint l'arbre que actualment és a l'escut del poble. Les dues inscripcions de la font fan referència a les inundacions que patí el poble com "la rierada de Sant Antoni" el 1866 o la del 1907 en el conegut com "any de l'aiguat".